# Brian Ormson
Brian Ormson (Buenos Aires, 23 marzo 1991) è un rugbista a 15 argentino, attivo nel ruolo di mediano d'apertura del Verona in serie A.

## Biografia
Ormson nacque a Buenos Aires, la capitale dell'Argentina.
Dal 2010 al 2015 disputò i maggiori campionati argentini con la maglia del Pucará, venendo selezionato nella rappresentativa Under-20 che prese parte al campionato mondiale giovanile nel 2010 e nel 2011. Nel 2015 fece parte del gruppo dell'Argentina XV impegnata nella Nations Cup, disputando il match contro la Spagna.
Successivamente, per la stagione 2015-16 si trasferì in Europa, nel Club sportif beaunois militante nella terza divisione francese.
Nel 2016 venne ingaggiato dal Viadana disputante la prima divisione del campionato italiano, diventando miglior marcatore della stagione 2016-17 e 2018-19 e vincendo il Trofeo Eccellenza 2016-17.
Nell'estate 2019 passò al Mogliano.
Nell’estate 2022 passò al Petrarca vincendo la Coppa Italia in finale contro il Valorugby.
Nell’estate 2023 passò al Verona.

## Palmarès
- Trofei Eccellenza : 1
Viadana: 2016-17